# Bucureștii de altă dată
Bucureștii de altă dată este un film românesc din 1958 regizat de Ion Bostan.